# Przemysław Kaźmierczak
Przemysław Kaźmierczak (*Łęczyca, Polonia, 5 de mayo de 1982) es un futbolista polaco. 

## Selección nacional
Ha sido internacional con la Selección de fútbol de Polonia, ha jugado 11 partidos internacionales y ha anotado 1 gol.

## Palmarés

### Campeonatos nacionales
| Título               | Club          | País     | Año     |
| -------------------- | ------------- | -------- | ------- |
| Primeira Liga        | FC Porto      | Portugal | 2007/08 |
| Ekstraklasa          | Śląsk Wrocław | Polonia  | 2011/12 |
| Supercopa de Polonia | Śląsk Wrocław | Polonia  | 2012    |

## Clubes
| Club            | País       | Año       |
| --------------- | ---------- | --------- |
| Pogoń Szczecin  | Polonia    | 2003-2006 |
| Boavista FC     | Portugal   | 2006-2007 |
| FC Porto        | Portugal   | 2007-2008 |
| Derby County    | Inglaterra | 2008-2009 |
| Vitória Setúbal | Portugal   | 2009-2010 |
| Śląsk Wrocław   | Polonia    | 2010-2014 |
| Górnik Łęczna   | Polonia    | 2014      |